# Lidia Schillaci
Lidia Schillaci (Palermo, 28 marzo 1984) è una cantante italiana.

## Biografia
Originaria di Castellammare del Golfo, fin dall'infanzia si appassiona al canto. Durante gli anni delle scuole superiori studia al conservatorio di Trapani e si perfeziona presso il Brass Group di Palermo.
Debutta nel 2002 con la partecipazione al talent Operazione Trionfo dove si classifica al secondo posto, e le procura un contratto con Warner Music Italy.
Nel 2006 affianca Eros Ramazzotti in qualità di cantante ufficiale del tour europeo Calma apparente. In duetto con Ramazzotti canta I belong to you, il brano originale cantato da Anastacia ed Eros Ramazzotti.
È la cantante nel tour italiano di Max Pezzali Torno subito (2007/08) e di seguito approda in Australia per alcune date con Eros Ramazzotti.
Nel 2009 scrive il brano I Miss You che viene incluso nella colonna sonora del film Sbirri con Raoul Bova e collabora alla colonna con l’autore delle musiche Fabrizio Lamberti e il regista Roberto Burchielli.
Nel 2010/11 è impegnata come attrice e cantante nella serie televisiva di 8 puntate Non smettere di sognare. È anche autrice di alcune canzoni della fiction che interpreta lei stessa recitando nel ruolo di Ginevra detta Gin. 
Nel 2011/12 affianca Elisa come cantante.
La collaborazione con Eros Ramazzotti riprende nel 2013, impegnata come cantante nel tour mondiale Noi che farà tappa in Europa, America latina, America del nord e Australia. 
Al tour mondiale seguirà un’ulteriore collaborazione tutta italiana con Elisa nel tour L’anima vola.
Nel 2015 interpreta il brano natalizio Silent Night, che viene poi utilizzato nella pubblicità natalizia Wind. 
Nel 2015-2016 è impegnata nel suo #LidiaLive #StreetShow, un progetto da lei ideato che consiste in appuntamenti musicali nelle strade e piazze delle città di Milano, Roma e Palermo in diretta web: concerti in streaming live a cui partecipano anche vari ospiti del panorama televisivo e musicale italiano. Per tale iniziativa riceve la nomination al Premio della Rete 2015.
Nel 2017 compone la sua versione di Come te non c'è nessuno inserita come colonna sonora della campagna Tv/Web/Radio di Ferrero Nutella Unica. 
Nel 2019 partecipa alla nona edizione del programma televisivo di Rai 1 Tale e quale show e si classifica al terzo posto. Lo stesso anno partecipa all'ottava edizione del torneo dello stesso programma classificandosi seconda. 
Nel 2020 pubblica il suo inedito Noi non siamo Capaci per omaggiare Giovanni Falcone e le vittime della mafia. 
Nel 2020 partecipa alla nona edizione del torneo di Tale e quale show, di cui è la vincitrice. Tra il 2023 e il 2024 prende poi parte a Natale e quale Show e Tale e quale Sanremo.

## Vita privata
Lidia è stata legata sentimentalmente al ballerino Luca Favilla, conosciuto sul set di Ballando con le stelle, nel 2018, dove lei aveva il ruolo di corista.

## Programmi televisivi
- Operazione Trionfo (Italia 1, 2002)
- Ballando con le stelle (Rai 1, 2018)
- Tale e Quale Show 9 (Rai 1, 2019)
- Tale e Quale Show - il Torneo 8 (Rai 1, 2019)
- Tale e Quale Show - il Torneo 9 (Rai 1, 2020) vincitrice
- Oggi è un altro giorno (Rai 1, 2021-2023) ospite ricorrente
- Natale e quale show - Speciale Telethon (Rai 1, 2023) concorrente
- Tale e quale Sanremo (Rai 1, 2024) concorrente

## Filmografia
- Non smettere di sognare (2009)

## Discografia

### Singoli
- 2005 - Non sei più tu[5]
- 2014 - Mare blu
- 2017 - Come te non c'è nessuno
- 2020 - Noi non siamo Capaci
- 2021 - Ali nuove
- 2022 - Ancora sola / I'm Alone Again
- 2022 - Il cuore che non ho